# Microsite
Um microsite é uma página web única ou um grupo pequeno de páginas, geralmente usada para organizar links,  e devem funcionar para complementar uma atividade offline ou dentro de um site existente. A página de destino principal do microsite pode ter seu próprio nome de domínio, subdomínio ou usar serviços de terceiros como o Onne.link ou Linktree. 

## Usage
Os microsites são normalmente usados em web design para adicionar um grupo especializado de informações editoriais ou comerciais. Esses sites podem ser vinculados a um site principal ou não ou retirados completamente do servidor de um site quando o site é usado para uma finalidade temporária. A principal diferença de um microsite em relação ao site pai é sua finalidade e coesão específica em comparação com o site pai geral mais amplo do microsite.
Os microssites usados para fins editoriais podem ser uma página ou grupo de páginas que, por exemplo, podem conter informações sobre um feriado, um evento ou item semelhante que fornece informações mais detalhadas do que a área de conteúdo geral de um site pode fornecer. Uma comunidade organização pode ter seu site principal com todas as informações básicas da organização, mas cria um microssite temporário separado para informar sobre uma determinada atividade, evento ou similar.
Freqüentemente, os microsites serão usados para fins editoriais por uma empresa comercial para agregar valor editorial. Por exemplo, um varejista de artigos para festas pode criar um microsite com conteúdo editorial sobre a história de Halloween ou algum outro feriado ou evento. A finalidade comercial de tais microssites editoriais, (além de impulsionar as vendas de produtos), pode incluir agregar valor aos visitantes do site para fins de branding, bem como fornecer conteúdo editorial e  palavras-chave permitindo maiores chances de  motor de busca inclusão.
Normalmente, os microsites não contêm aplicativos da web.